# 马泰 (美籍演员)
马泰（1985年—），美籍演员，参演过多部中国电影和电视连续剧，例如《阿修罗》，《他来了，请闭眼》、《历史转折中的邓小平》、《红高粱》、《东方战场》和《红星照耀中国》。
马泰在神话幻想电影《阿修罗》中扮演叛逆的半神"拉瓦"。他还在惊悚动作片《正义之邦 》中饰演“Jet”。
2018年，他因在《罂粟花》中扮演查尔斯·哈里斯（Charles Harris）的角色而在加拿大蒙特利尔的中加国际电影节上获得最佳男主角奖。

## 事业
2011年，马泰因在中国的KTV厅唱歌普通话情歌时，被中国成都的一家公司签约当艺人。此后不久，他在2013年电影《维京王国》中扮演维京战士的角色。2014年，从北京电影学院毕业后，马泰出演了两部中文电视剧《红高粱》和《历史转折中的邓小平》。马泰主持优酷网举办了2014年奥斯卡到中国的直播。2015年，马泰在上海传媒集团的电视剧《他来了，请闭眼》中扮演的Barnes博士以及在《东方战场》中饰演美国飞行员Paul Tibbets。2016年，马泰在央视时期的军事电视剧《红星照耀中国》中饰演美国海军陆战队将军埃文斯·卡尔森。
2018年，他由张鹏执导的奇幻电影《阿修罗》，对面中国巨星吴磊出演了神话中的半神'拉瓦‘。马泰还出演了日本电影《正义之邦》中的日本Yakuza黑手党刺客“Jet”，以及《罂粟花》的影片中扮演“Charles Harris”。

## 影视作品
| 年     | 标题               | 角色                           | 笔记     |
| ------ | ------------------ | ------------------------------ | -------- |
| 2012年 | 会有血             | 老大                           | 短       |
| 2012年 | 大姐的商店         | 约翰·桑德                      | 电视剧   |
| 2013年 | 非秀不可           | 马修                           | 电影     |
| 2013年 | 维京王国           | 维京战士                       |          |
| 2014年 | 历史转折中的邓小平 | 哈米斯先生                     |          |
| 2014年 | 红高粱             | 美联社记者                     |          |
| 2015年 | 节操男女           | 马大龙                         | 线上系列 |
| 2015年 | 东极之恋           | 阿纳托利                       | 短       |
| 2015年 | 东方战场           | 保罗·提比兹                    | 电视剧   |
| 2016年 | 东游记             | 马蒂叔叔                       | 电视     |
| 2016年 | 他来了，请闭眼     | Barnes                         |          |
| 2016年 | 红星照耀中国       | 埃文斯·卡尔森（Evans Carlson） | 电视剧   |
| 2018年 | 爱与四堵墙         | 马修                           | 电影     |
| 2018年 | 阿修罗             | 拉瓦                           |          |
| 2018年 | 罂粟花             | 查尔斯·哈里斯                  | 短       |
| 2019年 | 正义之邦           | 喷射                           | 电影     |
| 待定   | 南方之子           | 吉姆·祖沃格                    | 后期制作 |

## 慈善活动
2009年，马泰移居到中国贫困的贵州省支教。马泰住在都匀市，在那里他每周为1500多名学生教英语。周末，他还在周围的山区开展人道主义项目。 2018年，马泰通过对“自闭症演说”，“自闭症监护天使”和中国国际狮子会的支持，在国际上是对自闭症意识的支持者。2017年12月，马泰回到他的童年小学发表励志演讲。2018年6月，作为其扶贫计划的一部分，马泰成为中国贵州 万达丹寨小镇第40位轮值镇长，丹寨轮换镇长是从非政治性申请人的不同领域中选出的。

## 个人生活
马泰在南卡罗来纳州的格林维尔长大，在那里他就读于Sara Collins小学。9年级时，他被JL Mann高中的C球队橄榄球队被淘汰。2007年，马泰进入了克莱姆森大学老虎橄榄求队，在那里他获得“最先进的防守上岗奖”，然后膝盖受伤，结束了他的足球生涯。2008年，马泰毕业于克莱姆森大学的土木工程学位，然后移居中国的贫困地区从事志愿者。马泰那里学会了流利的中文普通话。2013年，马泰获得了北京电影学院的奖学金，成为学校的第一位白人学生。2018年，他毕业于英国伦敦皇家戏剧艺术学院戏剧，拿到了表演系硕士学位。